# Redondo (cocina)

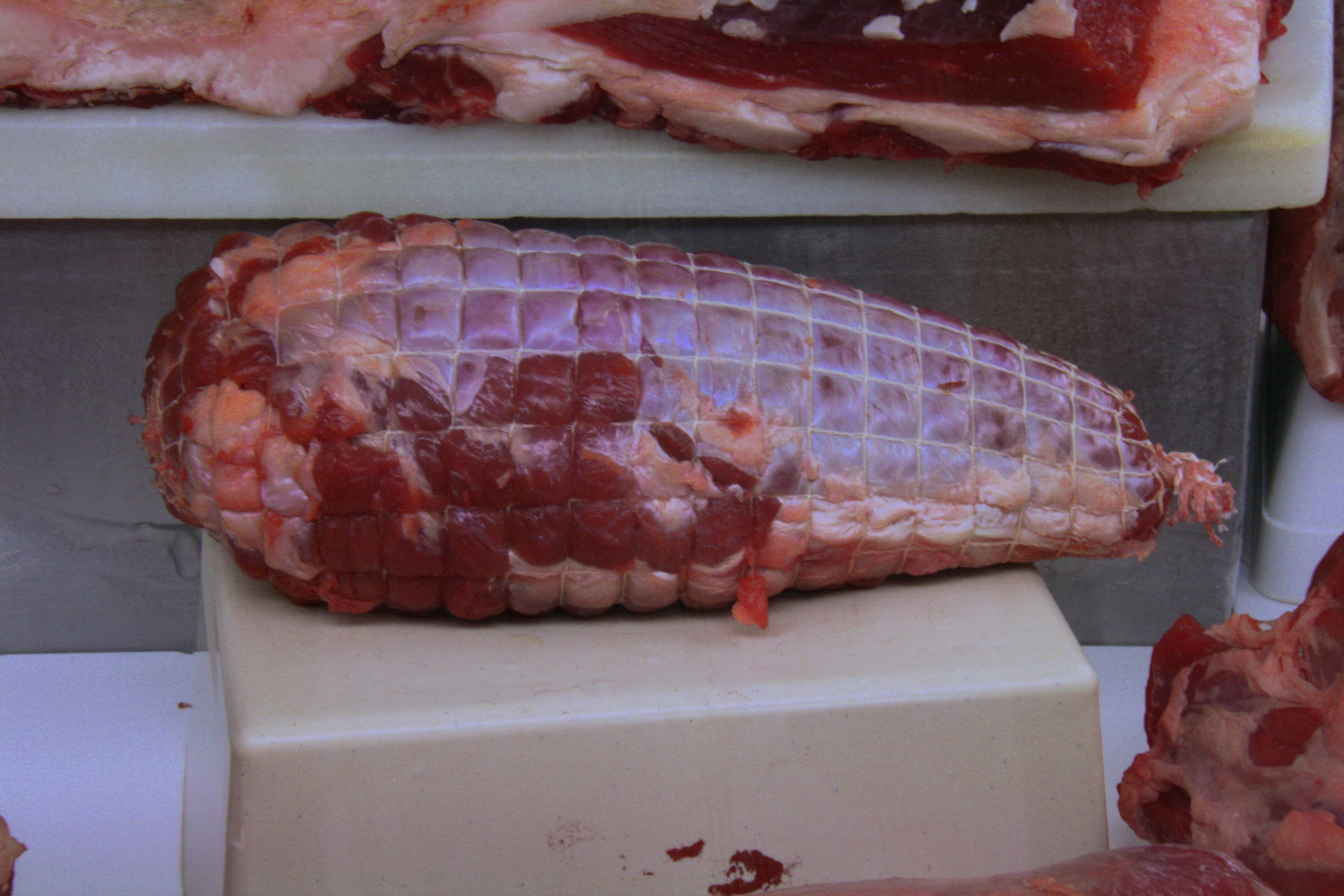
Redondo de ternera fértil apretado con una redecilla para que mantenga su forma durante el cocinado.

El redondo es una preparación de carne (generalmente de ternera) en la que se puede cocinar al horno, mechado, en salsa, relleno, etc. Y puede ser acompañado de distintas guarniciones: arroz, patatas, champiñones, setas, verduras. Las alternativas de elaboración son muy variadas. El redondo se atar con una redecilla para que mantenga la forma durante su preparación. Tras su cocinado suele servirse cortado en rodajas. 